# Hiena Barrios
Jorge Rodrigo Barrios (Tigre, Buenos Aires, 1 de agosto de 1976), más conocido como Rodrigo Barrios o "La Hiena" Barrios, es un exboxeador argentino, campeón del mundo (2005-2006) de la categoría superpluma de la Organización Mundial de Boxeo (WBO, por su sigla en inglés). Barrios fue representado por Golden Boy Promotions, empresa que dirige el boxeador mexicano-estadounidense Óscar de la Hoya.

## Carrera profesional
Barrios debutó como profesional el 10 de agosto de 1996 en Buenos Aires, Argentina. Le ganó por knockout (KO, por su sigla en inglés) en el segundo asalto a Héctor Hugo Martínez. Luego de acumular varias victorias por KO a su récord invicto, el 20 de diciembre de 1997 fue descalificado en el cuarto asalto frente a César Emilio Domine, dicha pelea tuvo revancha inmediata y Barrios le ganó por KO en el segundo asalto.
Su vertiginosa carrera, comandada por su mánager José Valle, tuvo el primer gran título el 15 de agosto de 1998 (en su segundo año como profesional), cuando derrotó por KO en 2 al duro y experimentado Walter Rodríguez, arrebatándole el título sudamericano superpluma. Luego de dos defensas de ese campeonato, fue nombrado retador al título superpluma de la Unión Mundial de Boxeo (WBU) y viajó a Italia para enfrentar al local Silvano Usini. En su primera pelea en el extranjero, "La Hiena" (ya apodado así por su risa particular) noqueó al italiano en 8 vueltas el 10 de julio de 1999 y capturó el cinturón WBU.

### Barrios vs Freitas
Para el año 2003 el récord de Barrios era de 39-1-1 (29 KO), y fue en ese año cuando tuvo una gran pelea frente al brasileño Acelino "Popó" Freitas, quien era campeón mundial superpluma OMB-AMB (Organización Mundial de Boxeo-Asociación Mundial de Boxeo). La pelea empezó pareja, pero Barrios no tardó en tomar el control del pleito. "La Hiena", que tenía un corte profundo sobre uno de sus ojos producto de los golpes de Freitas, el cual dificultaba su visión por el profuso sangrado, en el octavo asalto derriba a Freitas con un directo de izquierda, el campeón se reincorpora a la cuenta del refereé y el combate continúa. En el decimoprimer asalto un derechazo de Barrios manda a la lona a Freitas, este se vuelve a poner de pie en el momento que la campana suena marcando el final del asalto, cuando un golpe de Freitas llega a la cabeza de Barrios y este cae, se levanta y vuelve a su esquina. Barrios solamente necesitaba terminar el último asalto y tendría la pelea ganada por puntos, pero el efecto de la primera caída estaba presente, el retador salió a pelear ferozmente, Freitas lo derriba nuevamente y el argentino muy conmovido se pone de pie, el corte era demasiado grande y la sangre le llegaba hasta los tobillos, en un momento del asalto Barrios se resbala y el referee deja que se levante, pero notó las dificultades que Barrios tenía para estar de pie y fue ahí cuando se detuvo el combate. Barrios perdió por KO en el decimosegundo y último asalto luego de dominar la pelea claramente y de derribar al brasileño en dos oportunidades. A pesar de esta derrota Barrios quedó bien parado ante el público, la prensa y los entes de boxeo.

### Título Mundial Superpluma OMB

#### Barrios vs Anchondo
Luego de la pelea con Freitas, "La Hiena" ganó tres peleas. El 8 de abril de 2005 en Miami, Florida en el Miccosukee Resort & Gaming enfrentó a Mike Anchondo por el título mundial superpluma OMB. Barrios, como es su costumbre, hostigó verbalmente a Anchondo los días previos al combate y lo amenazó diciendo que lo iba a noquear en el sexto asalto. Anchondo ya había perdido el título, que hasta entonces ostentaba, antes de subir al ring, por no dar el peso de la categoría superpluma, igualmente la pelea se llevó a cabo. Barrios dominó claramente el primer asalto, se impuso en el segundo para que en el tercero confirmara su ventaja mandando a la lona a Anchondo con un derechazo, luego que el estadounidense se levantara el asalto terminó. En el cuarto asalto Barrios derriba dos veces al excampeón y es en esta última caída que desde la esquina de Anchondo se lanza la toalla, indicando que retiraban al púgil, "la hiena" ganó la pelea por knockout técnico (TKO, por su sigla en inglés) en el cuarto asalto y de esta forma se apoderaba del título mundial superpluma.

#### Primera defensa
Defiende el título por primera vez en Argentina en el estadio Orfeo Superdomo de Córdoba el 12 de agosto de 2005 ante el boricua Victor Santiago, al cual derrota en el segundo asalto por TKO luego de que Barrios derribara a Santiago en 3 oportunidades.

#### Segunda defensa
La segunda defensa Barrios la lleva a cabo en el Staple Center de Los Ángeles, Estados Unidos, el 20 de abril de 2006, peleando contra el invicto húngaro Janos Nagy. A los 49 segundos del primer asalto Barrios deja fuera de combate a Nagy al colocarle un fuerte y preciso gancho al hígado. El 16 de julio de 2006 pierde el título, tras no dar el peso de la categoría y luego ser derrotado por puntos en decisión dividida ante el dominicano Joan Guzmán en el MGM Grand de Las Vegas.
En 2007 tuvo una participación en el segmento del programa Showmatch de Canal 13 conducido por Marcelo Tinelli llamado Bailando por un sueño, ciclo que abandona para realizar la pelea más importante de su carrera frente al campeón mexicano Juan Manuel Márquez el 15 de septiembre de ese año. Dicho combate se frustra por una operación de retina que le surge a "La Hiena" días antes de la pelea.

#### Barrios vs Juárez
El 6 de noviembre de 2008 se pactó la pelea contra el mexicano-estadounidense Rocky Juárez por el título latino OMB superpluma en el Toyota Center de Houston, Texas. Más que una pelea por dicho título, era la oportunidad para que el ganador vaya por uno de los títulos mundiales de la categoría superpluma. La pelea se realizó en el peso en que Barrios reinó en el pasado, el argentino por primera vez en su carrera boxeó a un rival desde la larga distancia, manejando principalmente a Juárez con su izquierda en jab, ganchos y preponderando el trabajo a la zona baja de Juárez. En el tercer asalto Barrios sufre el descuento de un punto por golpes bajos, en el 9 asalto el refereé le descuenta otro punto a Barrios por supuestos golpes bajos, es ahí cuando Barrios se sintió acorralado en las tarjetas y retomó su instintivo estilo de golpeador. La pelea se volvió muy dura. El noveno y el décimo asalto fueron muy intensos en los cuales ambos se tomaron duramente pero no fue sino hasta el decimoprimer asalto que Juárez derriba a Barrios en un confuso Knock Down, el argentino se levanta venciendo la cuenta del refereé pero el médico de turno entra al ring para observar un terrible corte en el labio de "La Hiena", prácticamente tenía despedazada una parte del labio con una profusa hemorragia, no le quedó más remedio al facultativo que detener las acciones al minuto 2:55 del decimoprimer asalto, perdiendo por TKO. Barrios había dominado a Juárez la mayor parte del combate, conectándole más golpes. Luego de esta pelea, Barrios y su familia se radicaron en Los Ángeles.
Barrios tenía una pelea firmada frente al excampeón mundial superpluma CMB, Carlos "Famoso" Hernández en Estados Unidos, dicho combate se canceló porque en una sesión de sparring, el púgil argentino sufrió una hemorragia en uno de sus oídos.

#### Barrios vs Wilson Alcorro
Finalmente Jorge Rodrigo "La Hiena" Barrios (50-4-1, 35 KO) volvió a los cuadriláteros tras casi once meses sin boxear a causa del accidente de tránsito ocurrido en la ciudad de Mar del Plata, que costó la vida de una joven embarazada, en el que estuvo involucrado, y derrotó en forma unánime tras diez asaltos a su retador colombiano Wilson Alcorro (28-13-3, 18 KO), en la pelea estelar de la velada llevada a cabo en el Club Regatas de la ciudad de Corrientes. Las tarjetas de los jueces fueron contundentes: 100-90.5, 100-92 y 99.5-93.5, todas para el oriundo de Tigre. Barrios salió dispuesto a llevarse por delante a su rival, y lo demostró a lo largo de todos los asaltos, lanzando golpes que eran muy bien absorbidos por Alcorro, que se lució como un oponente demasiado duro pero con poca entrega en ofensiva. "La Hiena" terminó el duelo en buena forma física y buscando el knockout por todos los medios, pero finalmente no fue posible. Igualmente se llevó la aprobación del público allí presente y redondeó un regreso positivo al boxeo.

#### Barrios vsTerribleMorales
Jorge "la Hiena" Barrios debía disputar una pelea en Tijuana, México contra Erik Morales en la velada del 18 de diciembre de 2010 pero no pudo hacerlo ya que el juez que entiende en su causa penal por el accidente en la ciudad de Mar del Plata le negó la salida del país.

## Estilo
Barrios es un boxeador agresivo, prepondera el ataque por sobre la defensa, sus golpes son ásperos y duros, trabaja muy bien la zona baja de los rivales, combina todo esto en duros ataques, últimamente el reconocido entrenador Rudy Pérez hizo que Barrios trabaje más en su boxeo y el argentino demostró esta evolución en su última pelea, aunque sigue demostrando su bravura.

## Condena por homicidio culposo
El domingo 24 de enero de 2010 chocó su camioneta contra otro vehículo en la ciudad de Mar del Plata, famoso balneario de la costa argentina. En dicho acto el vehículo que Barrios chocó, golpeó y pasó por encima a Yamila González, una joven de 20 años embarazada de 6 meses, la cual se encontraba de vacaciones con su familia. Barrios se dio a la fuga por una calle en contramano para entregarse horas más tarde. Su situación judicial fue comprometida, según declaraciones de su abogado a la prensa argentina. El boxeador declaró ante la Justicia de Mar del Plata que él no sabía que había personas heridas en el accidente ocurrido en el barrio de La Perla. Tras pasar unos días detenido, es liberado el 16 de febrero gracias al fallo otorgado por la sala III de la cámara de apelaciones y garantías de Mar del Plata, que consideró la ausencia de antecedentes penales de "La Hiena" y que el delito por el que se le acusa (homicidio culposo agravado) es excarcelable. Asimismo, las pericias llevadas a cabo por la investigación del caso determinaron que Barrios no se encontraba alcoholizado o bajo el efecto de drogas a la hora del accidente, aunque esto sigue en duda, ya que los análisis se les realizaron varias horas después del accidente.
El 4 de abril de 2012, Rodrigo "La Hiena" Barrios fue condenado a cuatro años de prisión efectiva, También le dieron ocho años de inhabilitación para conducir cualquier tipo de automóvil. Después de 22 días en prisión quedó en libertad tras pagar 200.000 pesos argentinos como indemnización.

## Denuncia en Tigre
A principios de marzo del 2011, es procesado por el delito de abuso sexual y privación ilegítima de la libertad sobre una mujer de 28 años, hecho ocurrido en el contexto de una fiesta en la localidad de Rincón de Milberg, Tigre. Causa que fue en beneficio del deportista, ya que la supuesta víctima no hizo ratificación ante el fiscal.

## Tentativa de homicidio en Córdoba
El 31 de enero de 2019 el boxeador Rodrigo "La Hiena" Barrios fue apuñalado en horas de la madrugada en la localidad cordobesa de Capilla del Monte. El ex campeón mundial superpluma recibió heridas leves y fue internado en un hospital donde quedó en observación. Junto a su abogado defensor José Manuel Fiz Chapero, se constituyen en querellantes de la causa instruida en la ciudad de Cosquín y logran el cambio de carátula de la causa, pasando de lesiones calificadas a homicidio en grado de tentativa.

## Absuelto por violencia de género
En abril de 2023, Barrios fue condenado a un año y cuatro meses de prisión por un hecho de violencia de género acontecido el 4 de febrero de 2022, fecha desde la cual fue detenido en la Unidad Penitenciaria N.º 41 de Campana. La víctima se trató de una mujer a la que Barrios conoció a través de la aplicación de citas Badoo. El fallo, dictado por el juez en lo Correccional 4 de San Isidro, Juan Facundo Ocampo, determinó que el acusado fue autor de los delitos de “amenazas en concurso real con lesiones leves agravadas por ser cometidas con violencia de género”.
El 3 de junio de 2023 recuperó su libertad.

## Participaciones en cine y televisión
- Brigada explosiva: Misión pirata (2008)